# Артиллерийский музей Финляндии
Артиллери́йский музе́й Финля́ндии (фин. Suomen Tykistömuseo) — частный военный музей в Хямеэнлинне, Финляндия. До 2004 года назывался «Артиллерийский музей» и c 18.5.2013 «Музей Милитариа» (фин. Museo Militaria)
Музей посвящён истории артиллерии с XV века и до наших дней. Музей основан в 1977 году в деревне Ниинисало городского муниципалитета Канкаанпяа. Там он располагался до 1997 года, когда был перемещён в Хямеэнлинну.

## История Артиллерийского музея Финляндии

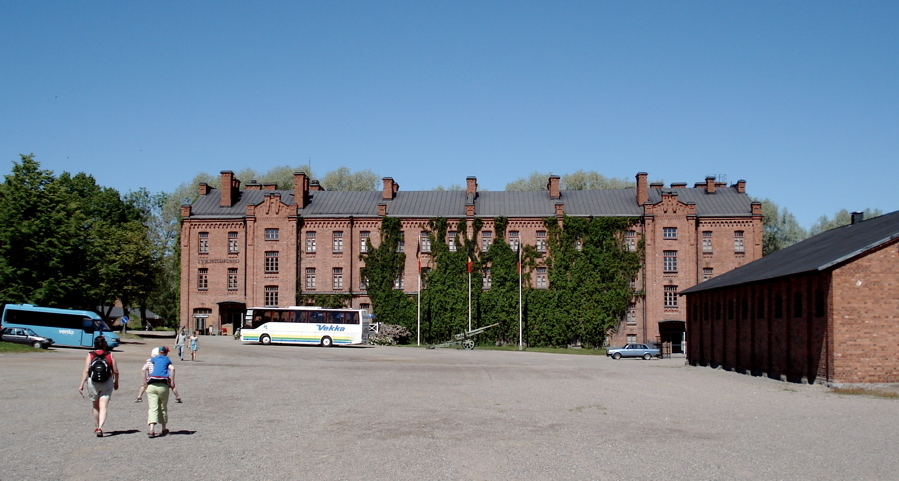
Главное здание

Предшественник Артиллерийского музея Финляндии — Артиллерийский музей, был основан в 1977 году вблизи артиллерийского гарнизона в деревне Ниинисало, входящей в городской муниципалитет Канкаанпяа. Он открылся для публики 2 июля 1977 года. Располагался музей в опустевшем здании начальной школы.
В 1995 году из-за небольшого количества посетителей было принято решение перенести музей в более заметное место. Была проведена кампания по поиску нового места, после чего в городе Хямеэнлинна было освобождено под музей здание Крепостной казармы (Linnankasarmi). С министерством обороны заключён договор о передаче здания Артиллерийскому музею. За последующие 2 года помещения старой казармы были отремонтированы, в основном при помощи добровольцев. На новом месте Артиллерийский музей был открыт 12 мая 1997 года.

## Первый этаж: с 1400-х годов по 1918 год
На первом этаже главного здания музея рассказывается об истории артиллерии Финляндии в период с XV века до времен Гражданской войны в Финляндии. Экспозиции на темы: Время шведского правления; Автономия; Война за независимость. Среди экспонатов шведская 6 фунтовая пушка модель Helvig образца 1804 года. Здесь же расположен зал Славы Отечеству, в котором находятся награды защитников Финляндии.

## Второй этаж: 1919—1945
На втором этаже музея рассказывается об истории Финляндии с начала её независимости и по конец Второй мировой войны. Одна из экспозиций посвящена истории генерала артиллерии Финляндии Вилхо Ненонена (Vilho Nenonen, 1883—1960), который сыграл определяющую роль в развитии финской артиллерии.
Также здесь представлены экспозиции на темы: Рождение финской независимой артиллерии; Новые методы стрельбы; Советско-финская война (1939—1940); Война между Финляндией и Советским Союзом 1941—1944; Артиллерийская разведка. Здесь же экспозиция, посвящённая самому высокому артиллеристу Финляндии Вяйно Мюллюринне (фин. Väinö Myllyrinne), его рост составлял 226 см. В витрине хранится его форма и шинель.
Среди орудий на втором этаже представлена полковая 76-мм пушка образца 1927 года. И модель учебной пушки 1940 года, изготовленной из дерева, на которой обучали солдат в конце Советско-финской войны.

## Третий этаж: 1945—2000
На третьем этаже музея рассказывается об истории артиллерии Финляндии с конца Второй мировой войны по 2000-е годы. Экспозиции на темы: Артиллерийские воинские традиции; Выставка оловянных солдатиков 1812—1960; Карл Густав Эмиль Маннергейм; Артиллерия, буксируемая конной тягой 1950—1960 годов; Развитие артиллерии в 1960—1980 годах; Жизнь в казармах и гарнизонах; Технология и электроника орудий; организация «Лотта Свярд».

## Зал артиллерийских орудий

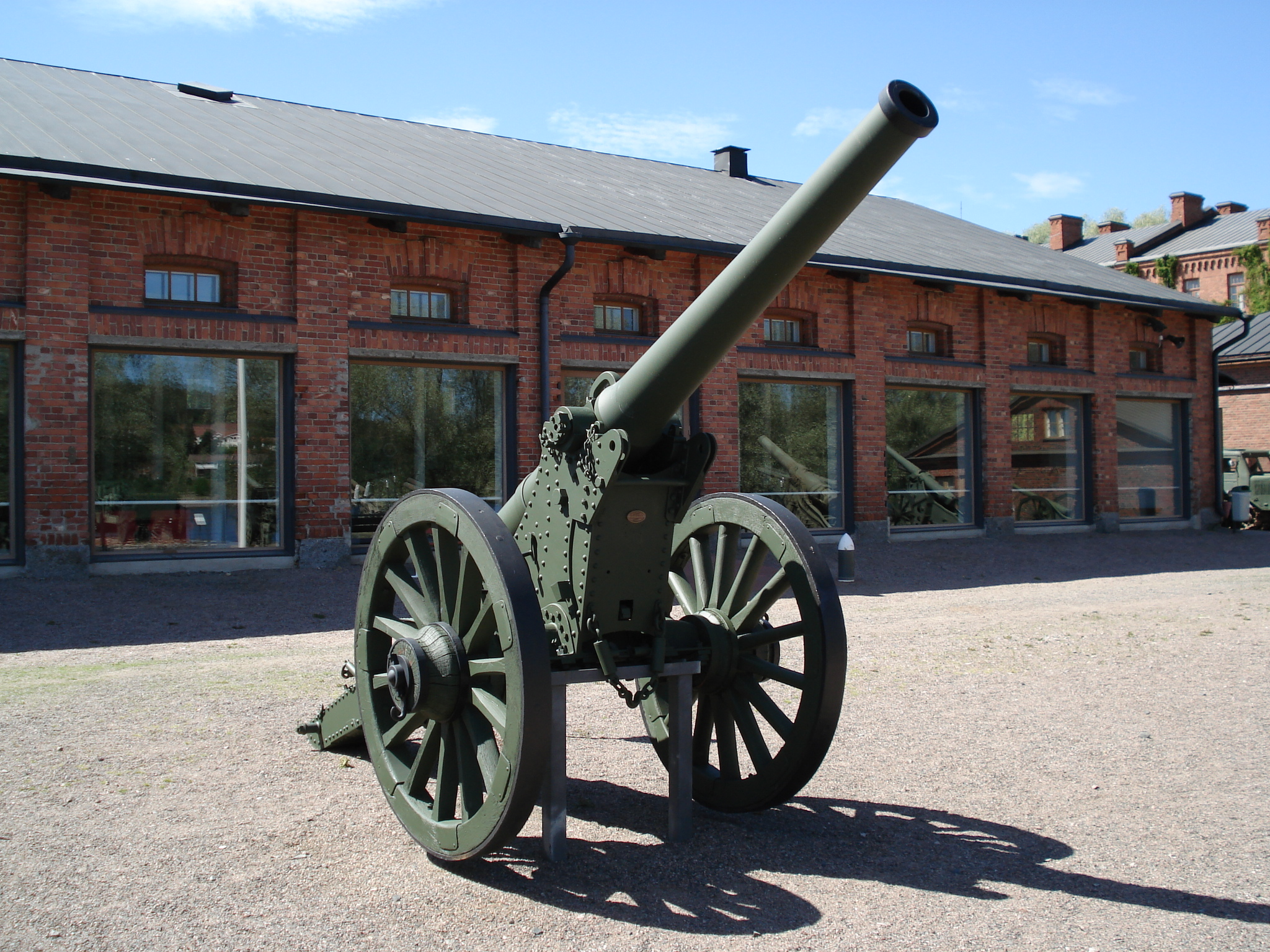
Французская пушка образца 1878—1916 годов, финское обозначение 120 K78-16

Выставочный зал артиллерийских орудий расположился в здании, в своё время служившем конюшней и вмещавшем около сотни лошадей. В зале представлена коллекция из около тридцати исторически ценных орудий. Большинство из представленных в зале орудий являются буксируемыми конной тягой. Среди экспонатов немецкий 150-мм шестиствольный «дымовой» реактивный миномёт «Nebelwerfer» образца 1941 года и орудие времён Зимней и Второй мировой войн русская 76-мм пушка образца 1900 года 76 К/00.

## Оружейный двор

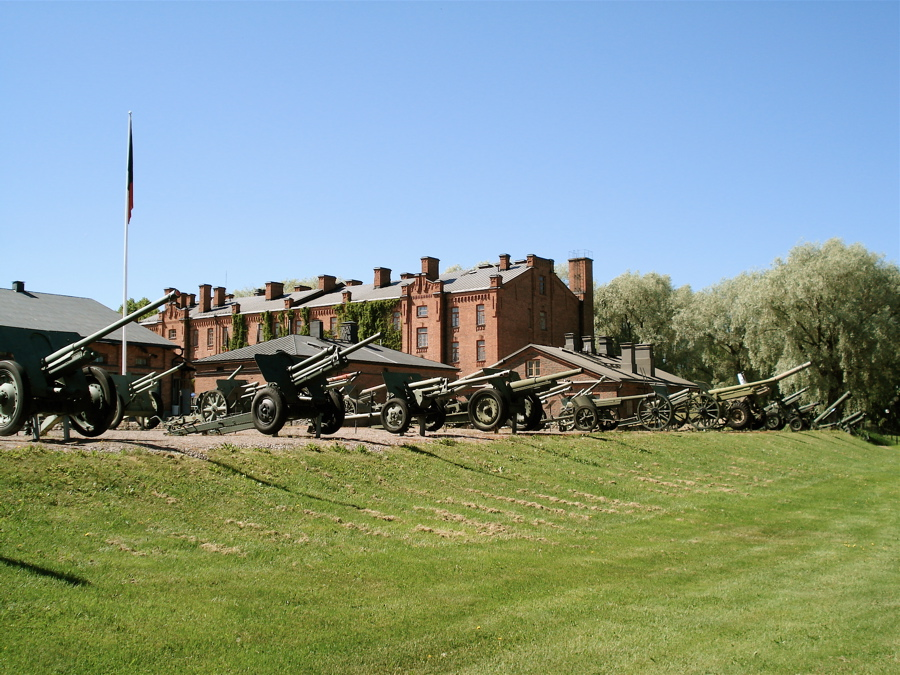

Во дворе музея представлена основная часть коллекции артиллерийских орудий. В общей сложности около ста различных орудий. Среди экспонатов разработанный и испытанный в Финляндии в 1940—1944 годах тяжёлый 300-мм миномёт и советский оперативно-тактический ракетный комплекс «Луна». Почётное место занимает гаубица 105 H 37, на лафете которой проводили в последний путь генерала артиллерии В. П. Ненонена.